# Hencz Aurél
Hencz Aurél (Szakolca, 1913. február 16. – Szeged, 2000. június 14.) jogász, könyvtáros, tudományos kutató, az állam és jogtudományok doktora (1989), címzetes egyetemi tanár.

## Élete
Hencz Aurél születésekor édesapja, Hencz Antal a szakolcai királyi katolikus főgimnáziumban tanított. Kollégája volt Juhász Gyula, igazgatója pedig Juhásznak és Babitsnak hajdani egyetemi társa, barátja, Resch Aurél. Hencz Aurél tőle kapta keresztnevét.
Hencz Aurél 1930-ban érettségizett, majd a budapesti, 1932-től a szegedi egyetemen hallgatott jogot és közigazgatást. 1934-ben doktori oklevelet szerzett. A közigazgatásban helyezkedett el, 1939-ben ilyen irányú szakvizsgát is tett. Ugyanebben az évben részt vett Makón a Nemzeti Parasztpárt megalapításában. 1941-ben, mindössze 28 évesen kinevezték a felvidéki Lévára tanfelügyelőnek.
A második világháború alatt üldözött beosztottjait, szlovákiai zsidókat menekített. A Beneš-dekrétumok Léva elhagyására kényszerítették, családjával Makóra menekült, minden vagyonuk Léván maradt, földönfutókká váltak. Makón Csanád vármegye tanfelügyelője, majd 1949-ben a szegedi egyetem központi könyvtárának munkatársa, 1953. szeptember 1-jétől igazgatója lett.
Vezetése alatt lendült föl a könyvtárban a tudományos munka és a bibliográfiai tevékenység. 1958-ban leváltották igazgatói tisztéről az 1956-os forradalomban való részvétele miatt. A továbbiakban könyvtárosként működött, majd 1971-től tudományos főmunkatársi, 1981-től tudományos főtanácsadói kinevezést kapott, 1984. december 31-én vonult nyugalomba. 1975-ben érte el a kandidátusi fokozatot, 1989-ben az állam- és jogtudományok doktora fokozatot, tudományos munkásságát a nyugdíjba menetel sem szakította meg. Amíg az Egyetemi Könyvtárban dolgozott, nagyon sokat segített a könyvtári munka szervezésében, ugyanekkor kutatói munkája a jogtudományi karhoz kapcsolta, tudományos munkássága elismeréseképpen 1969-ben címzetes egyetemi docensi, majd 1981-ben címzetes egyetemi tanári kinevezést kapott, órákat adott a jogi egyetemen.

## Családja
Felesége tanítónő, gyermekei orvosok. Unokája pedagógus.

## Munkássága
Számos tudományos könyve jelent meg, a hazai közigazgatás történet egyik legjobb ismerője (Glatz F.). Tudományos ismereteit is messze felülmúlta segítőkészsége. A kommunizmus legsötétebb éveiben komoly segítséget adott számtalan üldözöttnek, betegeknek, szegényeknek, pl. Bibó István, Féja Géza, Péter László. Lengyel András a következőképpen emlékszik vissza rá:
„Ott volt, afféle „szabad” kutatóként, az osztály fölött lebegve, de segítségadásra mindig készen Hencz Aurél. Ő korábban a könyvtár igazgatója is volt, 1958-ban, az ’56-osok elleni megtorlásokat „elszabotáló” magatartása miatt váltották le, ekkor már túl volt hatvanadik évén. De ő, aki Erdei Ferencet, Bibó Istvánt és másokat is barátjának vallhatta, s Bibó „kitűnő ember”-ként emlegette, mindent és mindenkit ismert, segítőkész volt, engem is bizalmába fogadott. Bár ő a közigazgatás-történet kutatója volt, s az engem igen kevéssé érdekelt, sokat tanultam tőle. A fontos ugyanis az volt, hogy mint idősebb és tapasztalt ember, aki sok mindent megélt már, sokfelé ablakot tudott nyitni nekem. Bibó Istvánra például ő hívta föl a figyelmemet, sőt Bibótól – Aurél bácsi közvetítésével – adatokat is kaptam. Illyés Gyula Bibó sírjánál mondott beszédét pedig a kéziratból előbb ismerhettem meg, mint ahogy az nyomtatásban megjelent.”

## Publikációs tevékenysége
Könyveiben, dolgozataiban a hazai közigazgatás különféle ágazatainak történetét, tanulságait tárta fel: mint egykori tanfelügyelő a művelődésügyi intézmények és igazgatás történetét, a munkavédelem, a területrendezés múltját. Több könyvében is foglalkozott a falu és a tanya közigazgatásának, a felsőfokú közigazgatási szakemberképzésnek és a közszolgálati etikának – most is annyira időszerű – kérdéseivel.

## Kötetei (válogatás)
- A művelődési intézmények és a művelődés-igazgatás fejlődése. 1945-1961. Budapest, 1962. 515 p.
- A dolgozó ember védelme Magyarországon. Irodalmi áttekintés és bibliográfia. (Társszerzőkkel) Szeged, 1967. 546 p.
- A falu helye az állam életében a közigazgatás aspektusából. (1900-1944). Budapest, 1972. 301 p.
- A magyar falvak igazgatásának száz esztendeje. 1871-1971. Szeged, 1972. 431 p.
- Területrendezési törekvések Magyarországon. Az államigazgatási jogi szabályozás aspektusából. Budapest, 1973. 678 p.
- A falu helye az állam életében a közigazgatás aspektusából. (1945-1972.) Budapest, 1973. 619 p.
- Községi státus és községpolitika a magyar igazgatástörténetben a reformkortó1 az alkotmányig. Budapest, 1974. 67 p.
- A tanyavilág fél évszázadának közigazgatási gondjai. Budapest, 1975. 84 p.
- Felsőfokú közigazgatási szakemberképzés Magyarországon 1848-1948. Szeged, 1981. 320 p.
- Törekvések a közszolgálati etika kialakítására. 1. köt. A dualizmus és a két forradalom kora. 2. köt. A Horthy-korszak. Budapest, 1987. 141, 228 p.

## Társasági tagság
- Könyvtáros Egyesület Nemzetközi Szövetségében Magyarország képviselete (1954-1957);
- Magyar Könyvtárügyi Tanács (1954-1974).

## Elismerések
- Szegedi egyetem arany diplomája (1984. szeptember 11.)